# Piotr Sobociński jr.
Piotr Sobociński junior (ur. 3 listopada 1983 w Łodzi) – polski operator filmowy.

## Życiorys
W latach 1999–2003 uczył się w warszawskim 21 Społecznym Liceum Ogólnokształcącym im. Jerzego Grotowskiego. W 2008 roku ukończył studia na Wydziale Operatorskim PWSFTviT w Łodzi.
Szesciokrotny laureat Polskiej Nagrody Filmowej Orzeł w kategorii najlepsze zdjęcia (2015, 2017, 2018, 2020, 2021, 2022) oraz laureat Festiwalu Fimowego w Gdyni 2016 w kategorii najlepsze zdjęcia.
Syn aktorki Hanny Mikuć oraz operatora Piotra Sobocińskiego, wnuk operatora Witolda Sobocińskiego oraz aktorów Wandy Chwiałkowskiej i Bohdana Mikucia, brat operatora Michała Sobocińskiego oraz aktorki Marii Sobocińskiej.

## Filmografia
Zdjęcia:
- 2009: Dekalog 89+ – odc. Street Feeling
- 2010: Wygrany
- 2011: Róża
- 2013: Drogówka
- 2013: Układ zamknięty
- 2014: Bogowie
- 2016: Wołyń
- 2017: Cicha noc
- 2017: Najlepszy
- 2018: Nielegalni
- 2021: Hiacynt

Operator kamery:
- 2004: Ławeczka
- 2006: Nadzieja
- 2006: Plac Zbawiciela – drugi operator kamery
- 2007: Katyń – drugi operator kamery
- 2009: Piksele
- 2009: Manipulation
- 2009: Generał Nil – współpraca operatorska
- 2009: Dom zły
- 2010: Wenecja

## Nagrody i nominacje
- 2004: Camerimage – Złota Kijanka – laureat w konkursie Etiud Studenckich za film Zima
- 2012: Polskie Nagrody Filmowe Orły – nominacja w kategorii najlepsze zdjęcia do filmu Róża
- 2013: Nagroda PSC (Stowarzyszenie Autorów Zdjęć Filmowych) – nominacja za zdjęcia do filmu Róża
- 2013: Polskie Nagrody Filmowe Orły – nominacja w kategorii najlepsze zdjęcia do filmu Drogówka
- 2014: Nagroda PSC (Stowarzyszenie Autorów Zdjęć Filmowych) – nominacja za zdjęcia do filmu Drogówka
- 2015: Nagroda PSC (Stowarzyszenie Autorów Zdjęć Filmowych) – laureat za zdjęcia do filmu Bogowie
- 2015: Polskie Nagrody Filmowe Orły – laureat w kategorii najlepsze zdjęcia do filmu Bogowie
- 2016: Festiwal Filmowy w Gdyni – laureat w kategorii najlepsze zdjęcia do filmu Wołyń
- 2017: Nagroda PSC (Stowarzyszenie Autorów Zdjęć Filmowych) – nominacja za zdjęcia do filmu Wołyń
- 2017: Polskie Nagrody Filmowe Orły – laureat w kategorii najlepsze zdjęcia do filmu Wołyń
- 2018: Nagroda PSC (Stowarzyszenie Autorów Zdjęć Filmowych) – nominacja za zdjęcia do filmu Cicha noc
- 2018: Polskie Nagrody Filmowe Orły – laureat w kategorii najlepsze zdjęcia do filmu Cicha noc
- 2024  Laureat Konkursu Filmów Polskich  na 32. festiwalu EnergaCamerimage w Toruniu za zdjęcia do "Kosa" Pawła Maślony[1]